# OGLE-TR-10 b
OGLE-TR-10b — экзопланета, обращающаяся вокруг карликовой звезды OGLE-TR-10, которая находится на расстоянии примерно 5000 световых лет от Солнечной системы.

## Открытие
Впервые была обнаружена в 2002 году транзитным методом с помощью оптического гравитационного экспериментального линзирования (OGLE) в обсерватории Лас-Кампанас. Её звезда, OGLE-TR-10, была замечена благодаря крошечным затмениям каждые 3 дня. Транзитный блеск в данном случае напоминает HD 209458 b, первую экзопланету, открытую этим же методом. Однако масса объекта должна измеряться методом радиальных скоростей, так как другие объекты, такие как красные и коричневые карлики могут напоминать своим движением прохождение планеты. В конце 2004 года эта экзопланета была подтверждена как пятая, открытая в рамках проекта OGLE.

## Характеристики
Экзопланета относится к классу горячих юпитеров — планет с массой близкой к массе Юпитера и орбитальным расстоянием в 1/24 расстояния Земли от Солнца. Один оборот вокруг звезды занимает чуть более 3 дней. Планета немного больше Юпитера, вероятно из-за тепла от звезды, но масса её составляет около 0,7 масс Юпитера.